# Área de conservación regional Q’eros-Kosñipata
El Área de conservación regional Q’eros-Kosñipata es un área protegida en el Perú. Se encuentra en la región Cusco.
Fue creado el 24 de julio de 2021. Tiene una extensión de 55,319.97 hectáreas.